# Алфштет
Алфштет (њем. Alfstedt) општина је у њемачкој савезној држави Доња Саксонија. Једно је од 57 општинских средишта округа Ротенбург (Виме). Према процјени из 2010. у општини је живјело 858 становника. Посједује регионалну шифру (AGS) 3357002.

## Географија
Алфштет се налази у савезној држави Доња Саксонија у округу Ротенбург (Виме). Општина се налази на надморској висини од 4 метра. Површина општине износи 16,2 km².

## Становништво
У самом мјесту је, према процјени из 2010. године, живјело 858 становника. Просјечна густина становништва износи 53 становника/km².

## Међународна сарадња
| Мјесто | Држава               | Врста сарадње | Од    |
| ------ | -------------------- | ------------- | ----- |
| Фалмут | Уједињено Краљевство | контакт       | 2000. |
| Извор  |                      |               |       |